# Eva Marie Plonske

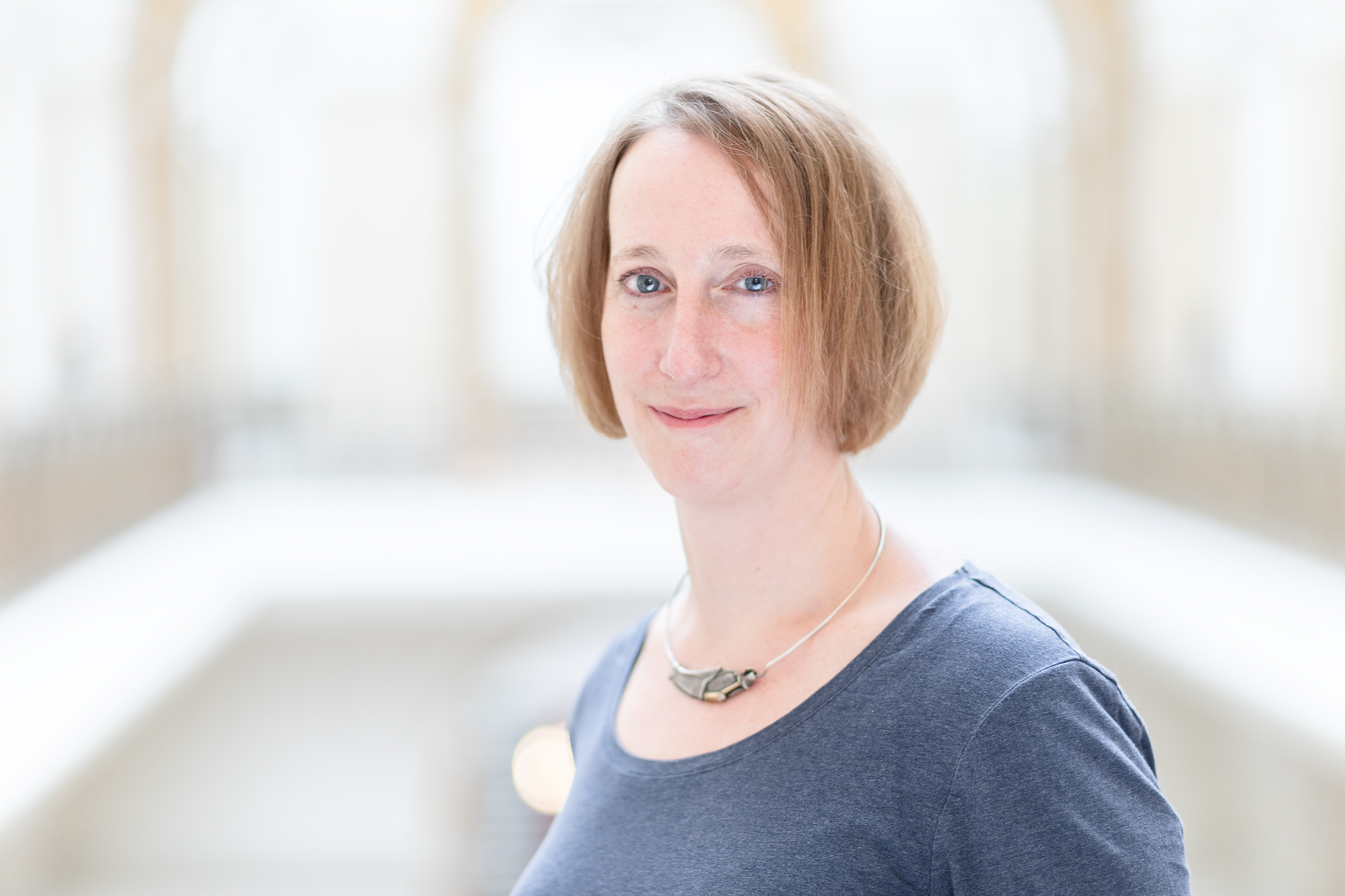
Eva Marie Plonske 2019

Eva Marie Plonske (* 29. März 1976 in Stadthagen) ist eine deutsche Politikerin (Bündnis 90/Die Grünen). Sie war als Nachrückerin für Marc Urbatsch vom 1. August 2019 bis zum 4. November 2021 Mitglied im Berliner Abgeordnetenhaus.
Eva Plonske studierte nach dem Abitur zunächst Architektur in Hannover und in Berlin sowie Kultur und Technik an der Technischen Universität Berlin mit Bachelorabschluss. Beruflich war sie als Referentin der Präsidentin des Deutschen Hebammenverbandes tätig. Plonske gehört Bündnis 90/Die Grünen seit 2008 an. Sie engagiert sich insbesondere in der Wissenschaftspolitik.